# Zbór Kościoła Chrześcijan Baptystów „Drzewo Pana” w Piasecznie
Zbór Kościoła Chrześcijan Baptystów „Drzewo Pana” w Piasecznie – zbór Kościoła Chrześcijan Baptystów znajdujący się w Piasecznie przy ulicy Wyszyńskiego 14.